# エミリー・ガラビズ
エミリー・サラヒ・ガラビス・オスナ（スペイン語：Emily Sarahí Galaviz Osuna, 2007年4月18日 - ）は、ベネズエラの平原出身の歌手。ジャンルの異なるアーティストの曲を演奏することで知られている。
彼はコロンビアでSpotifyで初のゴールドレコードを受賞し、再生回数は400万回に達した。YouTubeでは、最も再生された動画は「ポプリ01」で、すでに1000万回以上の視聴を超え、このデジタルプラットフォームで最も再生されたプレーン音楽の動画の一つとして定着している。彼女のInstagram、TikTok、Facebook、YouTubeなどのソーシャルネットワークやデジタルプラットフォームでは、合計420万人以上のフォロワーを持ち、これらのプラットフォームで最もフォロワーの多いプレーン音楽アーティストとなっている。

## 伝記
エミリーは幼い頃から主流音楽に影響を受けてきました。彼女は子供の頃にプロのキャリアを始めましたが、業界での著名な認知は2022年に始まり、TVES の「タレント・デ・コラソン・フベニル」プログラムでの優れた参加がきっかけでした。彼女のキャリアの上昇は、彼女が最初のシングルを録音するためにトータルショーエンターテインメントと契約することにつながりました。
ガラビスは他の素朴な音楽の表現者の曲を使用していますが、メロディーやリズムの変化を加え、これにより彼のフォロワーの耳により魅力的に響くようにしています。これらの曲の最初のものは「グアヤボ・ザランディアオ」（オリジナルはマイラ・トバール）で、「ポプリ01」の一部であり、彼女を有名にしたもので、その後も彼女は際立った類似の作品を発表し続けています。また、「ポトプーリ02」も注目に値します。.
2024年9月、彼女は初の国内および国際ツアーを開始しました。月には、アライマ・アメズキータとイェニファー・モラという歌手と共に、アメリカのさまざまな都市を巡る「フォークロアのディーヴァたち」というツアーを行いました。

## ディスコグラフィー

### シンプル
| 年   | タイトル                                                        | 作曲家                                 | レーベル                 |
| 2024 | Guayabo Zarandiao (胸が動いた)                                  | カルロス・クマリン                     | Total Show Entertainment |
| 2024 | Mi Triste Realidad (私の悲しい現実)                             | ジャン・オチョア                       | Total Show Entertainment |
| 2024 | Ni que me pongas amarres (あなたが私を係留に置いたわけでもなく) | エミリー・ガラビズ、イェニファー・モラ | Total Show Entertainment |
| 2024 | Llano Querido (素朴な愛しい人)                                  | ホセ・ミゲル・チュエロ                 | Total Show Entertainment |
| 2024 | Mi Forma de Amar (私の愛し方)                                   | エミリー・ガラビズ                     | Total Show Entertainment |
| 2024 | Por Los Caminos del llano (平原の道で)                          | セサール・オレジャーノ                 | Total Show Entertainment |
| 2024 | La Centella (センテラ)                                          | ラニエロ・パーム                       | Total Show Entertainment |
| 2025 | Aguacero (豪雨)                                                 | エミリー・ガラビズ                     | Total Show Entertainment |

### エピ
| 年   | タイトル                                      | 作曲家 | 含まれる曲 |
| 2024 | Popurrí 01 (ポプリ01)                         | カルロス・クマリン、ウーゴ・ブランコ、イバン・ホセ・ロドリゲス、フアン・ビセンテ・トレアルバ、フリオ・パントハ、ラファエル・ペレス、ラファエル・ヒメネス、アンヘル・クストディオ・ロヨラ                                                   | La Vecina; Guayabo Zarandiao; El Gabancito; Tu Alma y la Mía; Tierra negra; De Moda que Si; Mi Sombrero. (ラ・ベシーナ; 嫌がらせを受けた; エル・ガバンシート; あなたの魂と私の魂; 黒い土; はいよりも流行に敏感; 私の帽子) |
| 2024 | Popurrí 02 (ポプリ02)                         | アブラハム・ニエベス、チョロ・バルデラマ、クリストバル・ヒメネス、エル・カラオ・デ・パルマリート、フランシスコ・モントーヤ、ウーゴ・ブランコ、フリオ・セサール・サンチェス、ネルソン・モラレス、レイナ・ルセロ                             | Hazañas De Un Llanero; El Hombre Que Tanto Amé; Por Ese Suspiro; Juanita; Mi Caballo Y Yo; Kirpa Altanera; Chipola Del Siglo XX; Catira Marmoleña; Gabán Peligroso;Dónde ¿Están Los Gallos? (平原の男の偉業; 私がとても愛した男; そのためのため息; フアニータ; 私と私の馬; キルパ・アルタネラ; 20世紀のチポラ; カティラ・マルモレーニャ; 危険なガバン; 鶏はどこにいる) |
| 2024 | Popurrí 03 - Patio Sonoro (ポプリ03-音の中庭) | フェリックス・ロメロ、サルバドール・ガンボア、ヴィト・ディフリスコ、ウィルマー・トバール、ラムミー・オリボ、ギレルモ・エルナンデス、マルコス・エドゥアルド・エルナンデス、ウーゴ・ブランコ、ビクトル・カスティージョ、ラファエル・モリーナ | Cuando Hay Amor; Fiesta Venezolana; Te Lo Juro; Tiempo De Agua En La Llanura; Llegó El Joropo; Luna De Capanaparo; No Me Corra Cantinero; Les Llegó La Guillotina. (愛があるとき; ベネズエラ党; 誓います; 平原の水の時間; ホロポが到着した; カパナパロの月、バーテンダー、私を逃がさないで; ギロチンが到着した)                                                        |

## ツアー
| 年          | ツアー                                                          | 場所 |
| ----------- | --------------------------------------------------------------- | --- |
| Principales |                                                                 | |
| 2024        | Emily Galaviz y sus amigos (エミリー・ガラビズと彼女の友人たち) | - バルキシメト - バレンシア - マラカイ - ラ・グアイラ - カラカス                                                                               |
| 2024        | Las Divas de folklore (フォークロアのディーヴァたち)            | - マイアミ - アトランタ - オースティン - フェニックス - ソルトレイクシティ - ダラス - オーランド - タンパ - ヒューストン - シカゴ - コロンバス |